# Фонтан Джозефа Розенберга
Фонтан Джозефа Розенберга (англ. Joseph Rosenberg Fountain) — фонтан и скульптура с «говорящей статуей» немецкого художника Франца Махтля (англ. Franz Machtl). Фонтан установлен на открытом воздухе в юго-западном Грант-парке возле Рузвельт-роуд в городе Чикаго, штат Иллинойс, США. В нескольких метрах от фонтана расположена знаменитая инсталляция «Агора», состоящая из более сотни безголовых скульптур, созданных польской художницей Магдаленой Абаканович.

## История
Джозеф Розенберг (англ. Joseph Rosenberg; 1848—1891) родился в семье немецких иммигрантов в районе Саут-Сайд Чикаго в 1848 году.
Когда Джозеф Розенберг работал продавцом газет под палящим солнцем Чикаго, он часто испытывал сильную жажду и не сумев убедить местных торговцев предоставлять ему больше питьевой воды, он поклялся, что если он когда-нибудь станет богатым, он построит фонтан, где все люди смогут утолять свою жажду.
Сделав состояние, Розенберг оставил завещание в размере 10 000 долларов на декоративный питьевой фонтанчик в Грант-парке, недалеко от дома его детства. В 1893 году фонтан был открыт для публики.
Над фонтаном изображена Геба, древнегреческая богиня молодости и виночерпия, дочь Зевса. Фонтан работает и по сей день, но вода уже не пригодна для питья, статуя по-прежнему остаётся прекрасным памятником с захватывающей историей.
Писатель, известный драматург на театральной сцене Чикаго Айк Холтер и актриса Элизабет Макговерн объединили свои таланты, чтобы дать богине голос.